# Черноморец (футбольный клуб, Балчик)
«Черноморец» (болг. ФК Черноморец Балчик) — болгарский футбольный клуб из города Балчик. Домашние матчи команда проводит на стадионе Балчик, вмещающем около 3 200 зрителей. Выступает во Второй профессиональной футбольной лиге, втором уровне в системе футбольных лиг Болгарии.

## История

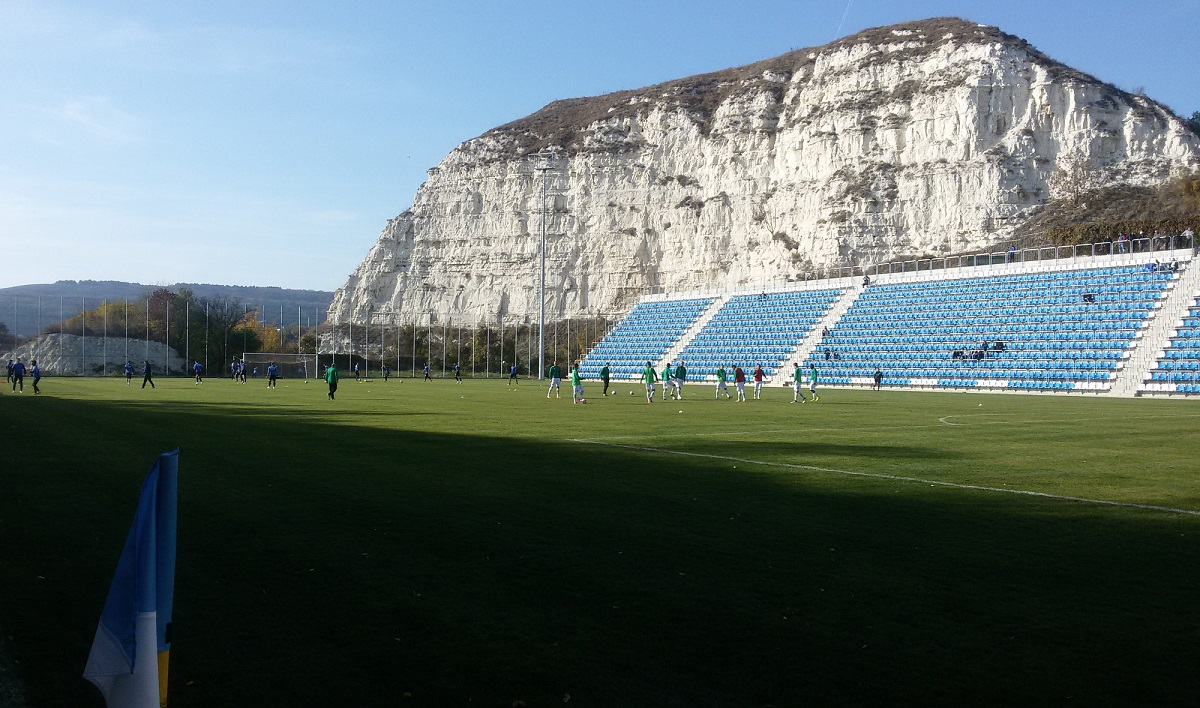
Стадион Балчик

«Черноморец» был основан как спортивный клуб «Стрела» в конце 1918 года, после Первой мировой войны, английскими и итальянскими солдатами. В 1957 году команда приобрела своё нынешнее название «Черноморец».
На протяжении большей части своей истории «Черноморец» выступал преимущественно в болгарских любительских дивизионах. До сезона 1976/77 команда участвовала в третьем болгарском дивизионе, но получила повышение в группе B в сезоне 1977/78. Следующий год прошёл не так удачно, и клуб вылетел обратно в третий дивизион, финишировав на 17-м месте в группе.
По итогам сезона 2007/2008 «Черноморец» во второй раз в своей истории квалифицировался в Группу «Б», финишировав на третьем месте Северо-Восточной группы «В». В этот период помощником главного тренера клуба работал известный в прошлом футболист Илиян Киряков.
В зимнем перерыве сезона 2010/2011 «Черноморец» снялся с турнира в Группе «Б» из-за того, что местные власти отказались финансово поддерживать клуб.
С 9 ноября 2014 года по 27 марта 2016 года «Черноморец» выиграл 37 матчей подряд в третьем дивизионе. В сезоне 2015/2016 команда финишировала первой и выиграла продвижение в Группу «Б» после пятилетнего отсутствия там, но 12 июня 2016 года «Черноморец» объявил о том, что останется в Группе «В» и не будет переходить на профессиональный уровень по финансовым причинам.

## Достижения
Группа «Б»
- 8-е место: 2009/10

Северо-Восточная группа Третьей лиги
- Победитель (2): 2015/16, 2016/17

Кубок Болгарии
- 1/8 финала (1): 2018/19
- Round of 32 (8): 1977/78, 2001/02, 2008/09, 2009/10, 2010/11, 2015/16, 2016/17, 2017/18

Кубок Болгарской любительской футбольной лиги
- Победитель (1): 2016/17
- Финалист (1): 2015/16

## История выступлений
| 2011/12                                                                                          | Группа «В» (III) | 10 | 8  | 7 | 13 | 43 | 34 | 36 | не квалифицировался |
| 2012/13                                                                                          | Группа «В»       | 7  | 11 | 8 | 9  | 37 | 31 | 41 | не квалифицировался |
| 2013/14                                                                                          | Группа «В»       | 13 | 8  | 2 | 20 | 39 | 63 | 26 | не квалифицировался |
| 2014/15                                                                                          | Группа «В»       | 2  | 24 | 4 | 2  | 85 | 14 | 76 | не квалифицировался |
| 2015/16                                                                                          | Группа «В»       | 1  | 24 | 1 | 1  | 79 | 14 | 73 | Первый раунд        |
| 2016/17                                                                                          | Третья лига      | 1  | 24 | 4 | 0  | 67 | 9  | 76 | Первый раунд        |
| 2017/18                                                                                          | Вторая лига (II) | 11 | 10 | 9 | 11 | 37 | 40 | 39 | Первый раунд        |
| 2018/19                                                                                          | Вторая лига      | 7  | 10 | 7 | 13 | 27 | 35 | 37 | Второй раунд        |
| Зелёным выделены сезоны, в которых команда добивалась продвижения, красным — в которых вылетала. |                  |    |    |   |    |    |    |    |                     |